# Мостки (Сташовський повіт)
Мо́стки (пол. Mostki) — село в Польщі, у гміні Сташув Сташовського повіту Свентокшиського воєводства.
Населення — 225 осіб (2011).
У 1975—1998 роках село належало до Тарнобжезького воєводства.

## Демографія
Демографічна структура на день 31 березня 2011 року:
|          | Загалом | Допрацездатний вік | Працездатний вік | Постпрацездатний вік |
| -------- | ------- | ------------------ | ---------------- | -------------------- |
| Чоловіки | 113     | 28                 | 73               | 12                   |
| Жінки    | 112     | 24                 | 61               | 27                   |
| Разом    | 225     | 52                 | 134              | 39                   |